# سفارة السنغال في بولندا
سفارة السنغال في بولندا هي أرفع تمثيل دبلوماسي لدولة السنغال لدى بولندا. تقع السفارة في وارسو وهي تهدف لتعزيز المصالح السنغالية في بولندا.

## وصلات خارجية
- قائمة سفارات السنغال
- قائمة السفارات في بولندا